# Etnometodologi
Etnometodologi, EM, är ett sociologiskt forskningsområde med rötter i 1950- och 1960-talet. Till skillnad från den då etablerade sociologins metoder menade etnometodologerna att antropologiliknande fältobservationer och studiet av aktörerna i olika nätverk ger en bättre, eller åtminstone kompletterande, kunskap om organisationer eller om subnivåer i samhället. Det är främst sociologen Harold Garfinkel och hans forskarteam som utpekas som upphovsmän till denna forskningsdisciplin. 
EM var samtidigt en reaktion mot betraktelsesätt, som exempelvis funktionalismen, som utgår från att samhället styrs uppifrån och att samhällets normaltillstånd kännetecknas av struktur och ordning. Normaltillståndet är enligt EM tvärtom kaos och oordning men att individer skapar en skenbar ordning. Anledningen till att den sociala verkligheten blir möjlig, och tagen för given, är att individer uppfattar mönster bland skeenden inom den. Genom att mönster uppfattas blir det möjligt att tolka omvärlden som sammanhängande och på detta vis så byggs ramverk upp för meningsskapande från vilken situationer i vardagen hanteras. 
Genom fältobservationerna, där sociologer observerar aktörerna i en organisation som agerar med andra organisationer, kan forskarna enligt EM, dra generaliserbara slutsatser. Etnometodologin använder bl.a. etnografi som undersökningsmetod. EM är en i hög grad analytiskt orienterad vetenskap fokuserad på de olika aspekterna av social ordning, medan etnografin domineras av undersökande fältarbete. Etnografin existerade som forskningsmetod före etnometodologin. Modern etnografi skiljer sig främst från andra sociologiska metoder just i fråga om det antropologiska upplägget. Metoden ger kvalitativa forskningsdata snarare än kvantitativa med organisationsmedlemmarnas perspektiv i centrum (eng. Member’s Perspective). EM har ibland fått utstå negativ kritik för att dess fokus varit på medlemmarnas erfarenheter snarare än bara deras aktiviteter. 
Det är vanligt att undersöka sociala normer - genom att bryta mot dem. Det finns studier som undersöker, olämplig klädsel för situationen eller inkräktandet på personlig sfär. Olämpliga kläder stör den sociala ordningen och gör betraktare obekväma - reaktionen kan vara försökt till ignorera, stirrande eller avlägsna sig ifrån situationen. Ett annat exempel är att på en strand slå sig ner precis bredvid en främmande trots att det finns gott om utrymme.